# 单身毒妈
《单身毒妈》（英語：Weeds）是一部由Jenji Kohan創作，於2005年8月8日開播，在Showtime电视台播放的美国电视连续剧。该劇以一名居住在加州市郊的典型美國中產階級婦人為中心，講述她在丈夫死後，為了她與兩個未成年孩子的生計，最後迫于無奈而開始销售大麻的故事，該片於2012年9月16日結束。
劇集最初只是將中產階級生活和毒品世界之間的違和表現出來，但當劇情發展下去時，劇集漸漸開始探討其他問題，包括加州與墨西哥之間的關係等。

## 演員表
| 演員             | 飾演角色     |
| ---------------- | ------------ |
| 玛莉-露易斯·帕克 | Nancy Botwin |
| 賈斯汀·柯克      | Andy Botwin  |
| 亨特·帕瑞施      | Silas Botwin |
| 亞歷山大·古爾德  | Shane Botwin |
| 凱文·尼龍        | Doug Wilson  |
| 肖夏漢娜·斯特恩  | Megan        |

## 外部連結
- 官方网站
- 互联网电影数据库（IMDb）上《单身毒妈》的资料（英文）
- 豆瓣介绍 （页面存档备份，存于）